# 北海道旭川永嶺高等学校
北海道旭川永嶺高等学校（ほっかいどうあさひかわえいりょうこうとうがっこう、Hokkaido Asahikawa Eiryo High School）は北海道旭川市にある公立（道立）高等学校。

## 概要
2016年4月に北海道旭川東栄高等学校と、北海道旭川凌雲高等学校が統合し設立。統合両校名「東栄」、「凌雲」から「永嶺高校」と名称が決められた。
旧校名である「凌雲」は大雪山系凌雲岳のように「雲を凌いで高くそびえる」ところから命名。校歌は作詞 石山宗晏、作曲 戸浪扶。
新校名である「永嶺」は北の大地にそびえる大雪山連峰の高い嶺のように「常に向上心を持って永遠の未来を生き抜く人材の育成を目指す」ところから命名。校歌は作詞 石山宗晏、作曲 松浦欣也。

### 特色
全国高等学校野球選手権北北海道大会旭川地区大会での全校応援による人文字、1990年より文化祭である凌雲祭での「クラスパビリオン」などがある。
コンピュータを用いた教育に熱心で、1995年に当時としては先進的な専用回線を導入した「ネットワーク利用環境提供事業」（100校プロジェクト 、通商産業省（当時）と文部省（当時）が協力）参加校に指定された。海外姉妹校は北海道と姉妹州である、カナダアルバータ州のリンゼーサーバー高校。
2022年度より1日の日課が、月・水・金：6時間（1校時:50分）火・水：7時間（1校時:50分）から月・水・木・金：6時間（1校時：50分）、火：7時間（1校時：50分）に変更。

## 沿革

### 年表
- 1983年4月1日- 旭川市神楽6条12、北海道旭川南高等学校跡地に開校する。（北海道旭川凌雲高等学校）
- 1983年4月8日 - 開校式並びに第1回入学式を挙行する。
- 1986年 - 旭川市永山の現校舎に移転する。
- 1992年10月 - 創立10周年記念式典が実施される。
- 1993年 - リンゼーサーバー高校と姉妹校調印する。
- 1995年 - 「100校プロジェクト」参加校に指定される。
- 2002年10月 - 創立20周年記念式典が実施される。
- 2009年 - 校舎大規模改修工事開始
- 2013年9月3日 - 北海道教育委員会 教育委員会会議にて公立高等学校配置計画（平成27年度～29年度）の決定により北海道旭川東栄高等学校との統合が決定する。
- 2016年3月1日 - 旭川凌雲として最後となる第31回卒業証書授与式を挙行[1]。
- 2016年4月1日 - 北海道旭川東栄高等学校を統合し、北海道旭川永嶺高等学校に改称。
- 2016年4月8日 - 北海道旭川永嶺高等学校 開校式・第1回入学式を挙行。

## 著名な出身者
北海道旭川凌雲高等学校
- 今井孝雅-（元スポーツ選手）長野オリンピック　男子ハーフパイプー日本代表（現コンパス副代表）

- 津山直正- （ミュージシャン）マーレーズのメンバー（ボーカル、ガットギター、ウクレレ担当）

- ハマノヒロチカ - （ミュージシャン）野狐禅の元メンバー
- 永瀬充-（元スポーツ選手）バンクーバーパラリンピックアイススレッジホッケー日本代表

- 岡田文栄- （レースクイーン） 女優

## 交通
- JR北海道石北本線南永山駅
- 道北バス「永山10条4丁目」バス停